# Cau (Llíber)
Cau o el Cau (de l'àrab cau, penya) és una partida de Llíber, localitat que pertany al territori d'Aixa, a la comarca valenciana de la Marina Alta. La partida del Cau fita amb la de Marnes. Històricament, el Cau va formar part del lloc de Masserof, però l'any 1764 en la divisió administrativa entre Xaló i Llíber aquesta contrada va passar amb caràcter definitiu a integrar-se dins del terme municipal de Llíber. L'actual partida del Cau podria correspondre's amb l'antiga alqueria de Cavuy (llegit Càhui), que apareix esmentada al Llibre del Repartiment (segle xiii). Tot i la semblança fonètica dels dos topònims, la identitat Cau-Cavuy està pendent de ser confirmada per les investigacions històriques.

## El Barranc del Cau
El Barranc del Cau discorre en direcció sud-nord per la partida homònima i la de Cuta, però es perd a l'entrada del Pla de Llíber abans d'arribar a confluir amb el riu Xaló-Gorgos. Es tracta d'un barranc de petita conca que supera grans desnivells durant el seu recorregut.